# محافظة بودكارباتسكي
محافظة سوبكارباتيا (البولندية : Województwo podkarpackie) هي واحدة من 16 محافظة التي تتكون منها جمهورية بولندا، عاصمتها هي مدينة جيشوف. أنشئت المحافظة في 1 يناير 1999م بدمج المحافظات السابقة: جيشوف، برزيميسل، Krosno وبعض من Tarnów وTarnobrzeg بموجب قانون إعادة التنظيم الإقليمي للعام 1998م. مساحتها 17.296 كيلومتر مربع ويبلغ عدد سكانها 2.097.000 نسمة (2004). وهي مقسمة إلى 20 منطقة.

## أعلام
- جان بالوتش